# Димитър Пауновски
Димитър Иванов Пауновски е български журналист и партизанин.

## Биография
Роден е в софийското село Липница на 26 октомври 1904 година. Участва в Съпротивителното движение през Втората световна война, за което е арестуван и репресиран. В периода 1953 – 1958 година е редактор в Българската телеграфна агенция, а след това в продължение на 10 години до 1968 година е в Комитета за приятелство и културни връзки с чужбина. Между 1968 и 1975 година изпълнява длъжността заместник генерален директор на агенция София прес.